# Milena Rizzotto
Milena Rizzotto (Bolonia, 1936) es una botánica, fitogeógrafa, aerobióloga, profesora, taxónoma, conservadora y exploradora italiana.

## Carrera
En 1962, se graduó por la Universidad de Florencia en Ciencias Naturales.
Desarrolla actividades académicas y científicas en el Departamento de Botánica de la Universidad de Florencia. Es una traductora calificada de inglés. Es investigadora en el Laboratorio de Fitogeografía, en el Departamento de Biología Vegetal de la Universidad de Florencia.

## Algunas publicaciones
- milena Rizzotto. 2011. Flora of the Island of Gorgona (Tuscan Archipelago, Italy) Flora dell'Isola di Gorgona (Arcipelago Toscano). Webbia 66 (1): 85 - 118, resumen

- ------------------. 2007. Botanica sistematica : un approccio filogenetico; ed. italiana; 2.ª ed. revisada y actualizada. Padova : Piccin, xxi + 629 p. il.

- ------------------. 1989. Nomenclatural Notes and Lectotypification of Alkanna lutea Moris (Boraginaceae). Taxon 38 (4): 653 - 656, resumen y 1.ª p.

- raffaelli Mauro, milena Rizzotto. 1988. 100 anni di esplorazione floristica in Toscana e in Emilia Romagna. Firenze, Soc. Bot. Ital.: 569 - 577.

- Marilena Mosco, milena Rizzotto. 1988. Floralia : florilegio dalle collezioni fiorentine del Sei-Settecento. Ed. Centro Di. 149 p. ISBN 8870381439 ISBN 8870381447

## Honores

### Membresías
- Sociedad Botánica Italiana

### Eponimia
- La abreviatura «Rizzotto» se emplea para indicar a Milena Rizzotto como autoridad en la descripción y clasificación científica de los vegetales.[4]